# Vittorio Casati
Vittorio Casati (Fornovo San Giovanni, 6 maggio 1903 – ...) è stato un calciatore e allenatore di calcio italiano, di ruolo centrocampista.

## Carriera

### Giocatore
Cresce nell'Atalanta, da cui poi viene mandato in prestito a Trevigliese (seconda divisione) e Comense (prima divisione).
Il suo ritorno a Bergamo, con conseguente debutto in Serie B, risale alla stagione 1929-1930 (la prima a girone unico), e da quel momento diventa una pedina fondamentale nel centrocampo neroazzurro. Ben presto diventa capitano dei bergamaschi, con i quali disputa sette stagioni per un totale di 202 presenze, tutte nel campionato cadetto.
Abbandona l'attività calcistica per arruolarsi nella campagna militare nell'Africa Orientale nel 1936.
Al suo rientro riprende a giocare nei campionati minori, prima al Ponte San Pietro e poi al Caravaggio, entrambe in prima divisione.

### Allenatore
Nella stagione 1939-1940 allena il Ponte San Pietro, nel campionato di Serie C.
Nelle prime dieci partite della stagione 1951-1952 ha allenato in Serie B nel Fanfulla, venendo sostituito da Mario Acerbia partire dall'undicesima giornata. In seguito ha allenato anche il Vigevano, nel campionato di Serie D 1961-1962.